# Devjatkino (stanice metra v Petrohradu)
Devjatkino (rusky Девя́ткино) je stanice Petrohradského metra.

## Charakter stanice
Devjatkino je konečná stanice červené linky Kirovsko-Vyborgskaja, nachází se na stejnojmenném předměstí severně od města. Postavena byla jako povrchová, s bočními nástupišti; je to vlastně jedna velká hala obdélníkového tvaru. Otevřena byla 29. prosince 1978, jako součást zatím posledního otevřeného úseku Akademičeskaja – Devjatkino a do roku 1990 nesla název Komsomolskaja (rusky Комсомольская).